# Gasthof Zur Blauen Traube (Volkach)

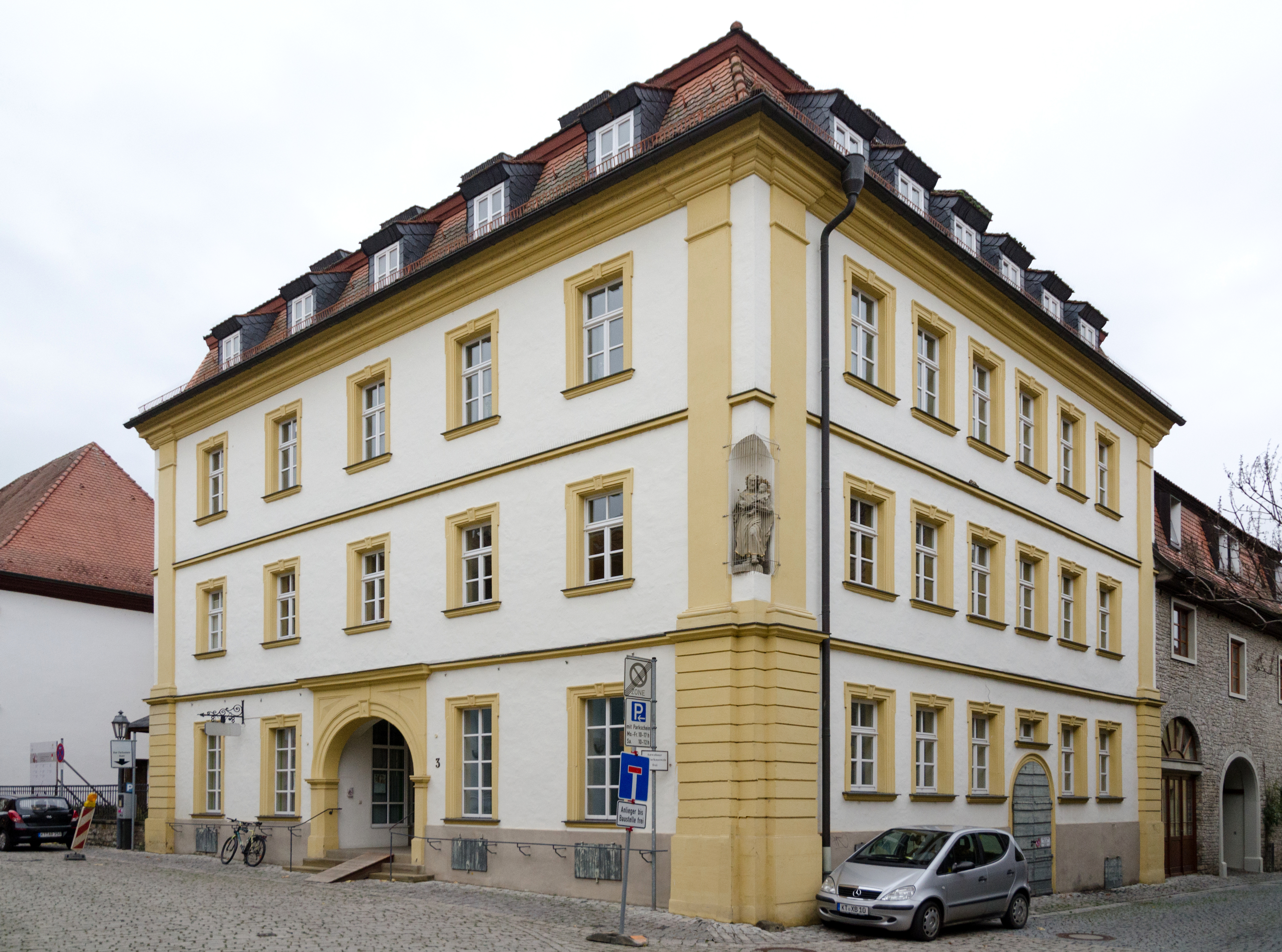
Das ehemalige Gasthaus in der Schelfengasse

Der ehemalige Gasthof Zur Blauen Traube (auch Dreimädelhaus, Adresse Schelfengasse 3, früher Hausnummer 259) ist ein denkmalgeschütztes Gebäude in der Altstadt der unterfränkischen Stadt Volkach. Das Gasthaus war ab 1804 auch Sitz der Schrüferbräu.

## Geschichte
Das Gebäude wurde im 18. Jahrhundert errichtet. Erst aus dem 19. Jahrhundert sind allerdings die Wirte des Gasthofs überliefert. Im Jahr 1878 verkaufte ein Göb das Haus an Max Wießner, der den Gastbetrieb fortführte. Am 14. Januar 1891 wurde das Gasthaus erneut veräußert. Michael Waldmann übernahm es für 35.000 Mark, musste allerdings nach nur drei Jahren Konkurs anmelden und die „Blaue Traube“ kam in neue Hände.
Am 30. Dezember 1894 erwarb Adam Schrüfer das Gasthaus. Die Brauerei, bereits 1804 in den Gebäuden etabliert, wurde in Schrüferbräu umbenannt. Bis zu seinem Tod 1925 braute Adam Schrüfer dort Bier, ehe sein Sohn Andreas Schrüfer das Anwesen übernahm. Er hatte am 5. Juli 1920 in Weihenstephan die Meisterprüfung als Brauer abgelegt. Drei Jahre später, 1928, verkaufte die Brauerei bereits 800 Hektoliter Bier in der Stadt und ihrer näheren Umgebung.
Im Jahr 1936 wurde die Brauerei aufgegeben, obwohl sie in diesem Jahr bereits 3500 Hektoliter Bier verkaufte. Die Gastwirtschaft bestand weiter und wurde von der Hümmer-Bräu aus Dingolshausen beliefert. Nachdem Andreas Schrüfer zum Militärdienst eingezogen worden war, verpachtete er das Haus zwischen 1937 und 1946 an die Geschwister Haupt und Walz. Die drei Schwestern führten die Wirtschaft weiter. Wegen der Verpachtung an die drei ledigen Frauen wurde das Haus nun im Volksmund „Dreimädelhaus“ genannt. Neben dem Gasthof war im Haus zu dieser Zeit die Kolpingjugend untergebracht. Nach seiner Rückkehr aus der Kriegsgefangenschaft übernahm wiederum Andreas Schrüfer den Gasthof. Seit 1936 ließ außerdem die Würzburger Weizenbrauerei in den Räumlichkeiten ihr Malz herstellen, die Mälzereianlagen waren noch in den 1920er-Jahren angeschafft worden.
Die Brauerei unterhielt einen Keller an der Sommeracher Straße, der ortsüblich den Namen Felsenkeller führte. Mehrfach richtete die Schrüferbräu dort Bierfeste aus, ehe die Hitlerjugend Volkachs in den 1930er-Jahren die Gewölbe übernahm. Im Jahr 1954 wurde der Keller an die Rhein-Main-Donau Gesellschaft veräußert, die dort ein Sprengstoff- und Werkzeug-Depot einrichtete. Das Gasthaus wurde zunächst noch von Andreas Schrüfer geführt. Aus gesundheitlichen Gründen zog er sich 1955 aus der Gastronomie zurück und verpachtete das Gasthaus. Die Pächterfamilie Kordowich führte die Gaststätte bis Anfang der 1970er-Jahre. Die Räumlichkeiten wurden anschließend als Wohnungen umgenutzt.
Nach dem Tod von Andreas Schrüfer im Dezember 1977 übernahm die Erbengemeinschaft die Gebäude. In Anbetracht anstehender Renovierungen wurde das Anwesen zum Zweck der Erhaltung an eine Architektengemeinschaft verkauft. Mit einer umfangreichen Erneuerung, die teilweise auch die Nebengebäude mit einschloss, blieb das Gebäude erhalten. Hierbei wurden auch frühere Umbauten der Fassade revidiert. Fortan wurde das Gebäude als Geschäftshaus in der Volkacher Innenstadt genutzt. Heute ist dort u. a. eine Zahnarztpraxis mit eigenem Labor untergebracht.

## Beschreibung
Das Gebäude in der Schelfengasse 3 präsentiert sich als dreigeschossiger Mansarddachbau mit Eckpilastern.  Die einzelnen Geschosse werden durch Gesimse betont. Ein weiteres Gesims leitet zum Dach über. In einer Nische des ehemaligen Gasthofs auf Höhe des ersten Stocks steht an der Ecke von Scheifengasse und Kreuzgasse eine Figur des heiligen Josef mit dem Jesuskind. Die Rahmungen der Fenster sind geohrt und auch das Portal ist reich verziert.
Das Bayerische Landesamt für Denkmalpflege führt das Gebäude als Baudenkmal, untertägige Reste von Vorgängerbauten sind als Bodendenkmal eingeordnet. Das Haus ist Teil des Ensembles Altstadt Volkach.